# Districte de Lisburn
El districte de Lisburn és un districte que cobreix part del comtat d'Antrim i part del comtat de Down a Irlanda del Nord. El districte és el segon més gran en l'Àrea Metropolitana de Belfast. La seu és a la ciutat de Lisburn, que va rebre l'estatut de "city" el maig de 2002 durant el jubileu d'or de la reina Elisabet II. És el segon districter més poblat amb 120.165 habitants del cens de 2011 i una àrea de 447 km². S'estén des de Glenavy i Dundrod al nord a Dromara i Hillsborough al sud i de Drumbo a l'est a Moira i Aghalee a l'oest.
L'àrea del districte es divideix en cinc àrees electorals: Downshire, Dunmurry Cross, Killultagh, Lisburn Town North i Lisburn Town South. Té 30 consellers, els darrers elegits en 2011. L'actual composició és: 14 Partit Unionista Democràtic (DUP), 5 Partit Unionista de l'Ulster (UUP), 5 Sinn Féin, 3 Alliance Party i 3 Social Democratic and Labour Party (SDLP). L'alcalde per al període 2012-2013 és William Leathem (DUP).
Per a les eleccions al Parlament del Regne Unit l'àrea del districte és dividida en les circumscripcions de Lagan Valley, Belfast West i South Antrim.

## Ciutats i viles constituents
1. Aghalee
2. Annahilt
3. Dunmurry
4. Drumbo
5. Dromara
6. Glenavy
7. Hillsborough
8. Lisburn
9. Maghaberry
10. Moira

## Resultats de les eleccions 1973-2011
|                                           | 1973 | 1977 | 1981 | 1985 | 1989 | 1993 | 1997 | 2001 | 2005 | 2011 |
| ----------------------------------------- | ---- | ---- | ---- | ---- | ---- | ---- | ---- | ---- | ---- | ---- |
| Partit Unionista de l'Ulster (UUP)        | 14   | 9    | 8    | 13   | 15   | 16   | 13   | 13   | 7    | 5    |
| Partit Unionista Democràtic (DUP)         | 4    | 6    | 10   | 8    | 5    | 3    | 2    | 5    | 13   | 14   |
| Alliance (APNI)                           | 3    | 3    | 2    | 3    | 2    | 2    | 3    | 3    | 3    | 3    |
| Vanguard (VUPP)                           | 1    |      |      |      |      |      |      |      |      |      |
| Social Democratic and Labour Party (SDLP) | 1    | 1    | 2    | 2    | 3    | 3    | 2    | 3    | 3    | 3    |
| Partit Unionista Unit de l'Ulster (UUUP)  |      | 2    | 1    |      |      |      |      |      |      |      |
| Sinn Féin (SF)                            |      |      |      | 2    | 2    | 3    | 4    | 4    | 4    | 5    |
| Independent Conservador (IndCon)          |      |      |      |      | 1    |      |      |      |      |      |
| Conservadors d'Irlanda del Nord (Con)     |      |      |      |      |      | 1    | 1    |      |      |      |
| Partit Democràtic de l'Ulster (UDP)       |      |      |      |      |      | 1    | 2    | 1    |      |      |
| Unionistes Independents (IU)              |      |      |      |      |      | 1    | 2    | 1    |      |      |
| Independent                               |      |      |      |      |      |      | 1    |      |      |      |

Notes: L'independent elegit en 1997 fou Hugh Lewsley, antic conseller del SDLP. William Beattie fou elegit com a "Protestant Unionista" en 1997, però hi és tractat com a Independent Unionista. La nova legislació introduïda per a les eleccions de 2001 requeria als candidats registrar noms de partits per a aparèixer en les paperetes, el que fa impossible als candidats aparèixer com a Independent Unionista. L'UDP deixà passar el termini per a registrar i el seu candidat Gary McMichael fou elegit com a independent. L'altre candidat elegit com a independent en 2001 es defineix com a unionista en el web del consell.

## Alcaldes de Lisburn
- 1977 - 78?: Elsie Kelsey, UUP
- 1978 - 79:
- 1979 - 81: Alderman Dr Samuel Semple MBE, UUP
- 1981 - 83: Billy Belshaw, DUP
- 1983 - 85: Maureen McKinney, UUP
- 1985 - 87: Walter Lilburn, UUP
- 1987 - 88:
- 1988 - 89: Billy Bleakes, UUP
- 1990 - 91:
- 1991 - 93: Ivan Davis, UUP
- 1993 - 94: Seamus Close, Alliance
- 1994 - 96:
- 1996 - 98?: George Morrison, UUP
- 1998 - 00: Peter O'Hagan, SDLP
- 2000 - 02: Jim Dillon, UUP
- 2002 - 03: Betty Campbell, Alliance
- 2003 - 04: Billy Bell, UUP
- 2004 - 05: Cecil Calvert, DUP
- 2005 - 06: Jonathan Craig, DUP
- 2006 - 07: Trevor Lunn, Alliance
- 2007 - 08: James Tinsley, DUP
- 2008 - 09: Ronnie Crawford, UUP
- 2009 - 10: Allan Ewart, DUP
- 2010 - 11: Paul Porter, DUP
- 2012–present: William Leathem, DUP

## Revisió de l'Administració Pública
En la revisió de l'Administració Pública (RPA), el districte de Lisburn havia d'unir-se el 2011 al districte de Castlereagh per a formar un nou districte amb una àrea ampliada de 540 km² i una població de 175.182 habitants. Les següents eleccions tindran lloc en maig de 2009, però el 25 d'abril de 2008, Shaun Woodward, Secretari d'Estat per a Irlanda del Nord anuncià que les eleccions de districte programades per a 2009 serien posposades fins a la introducció dels 11 nous consells en 2011.